# Timothy Geithner

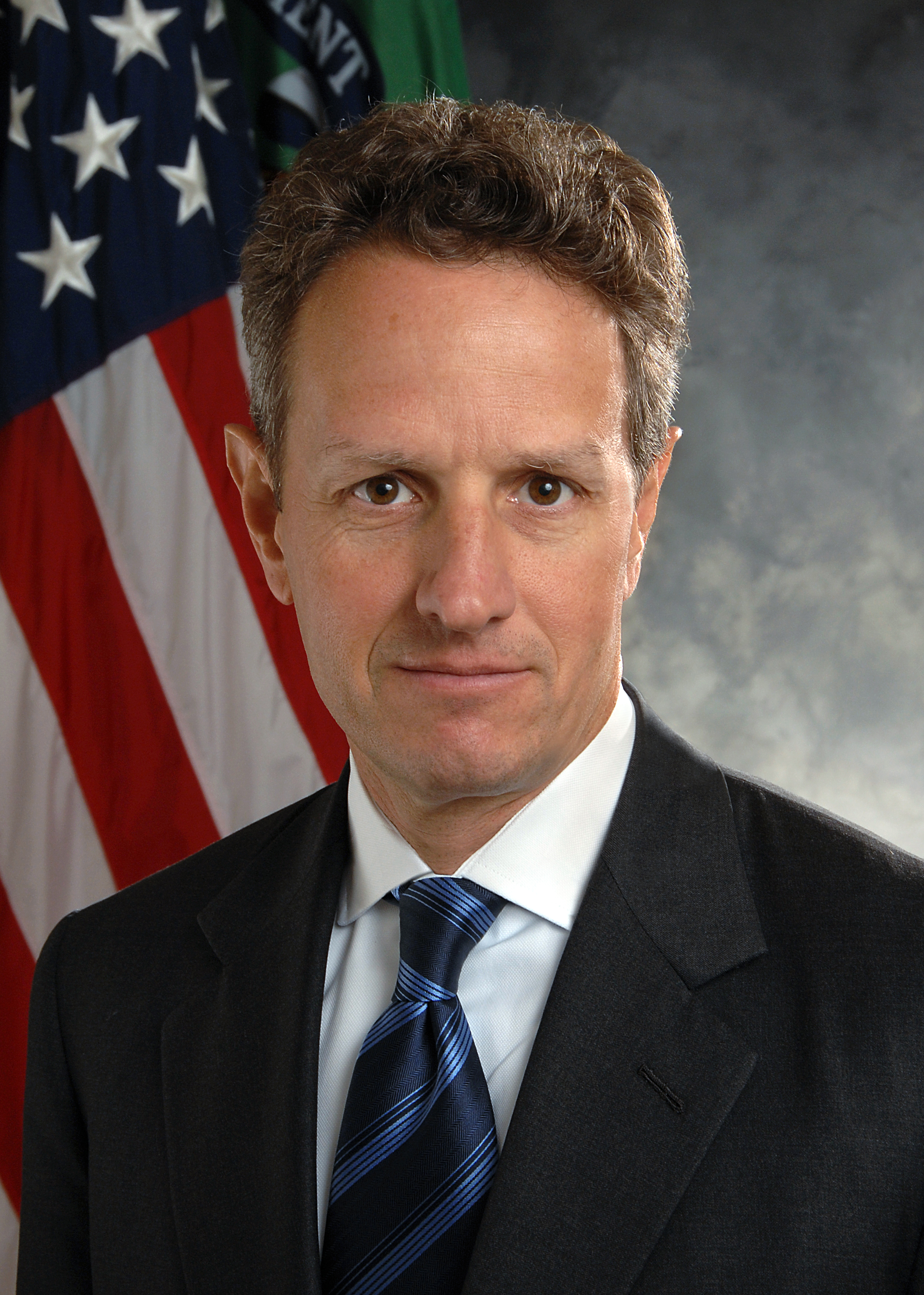
Timothy F. Geithner, 2009

Timothy Franz Geithner [gaɪtnər] (* 18. August 1961 in Brooklyn, New York City) war der 75. Finanzminister der Vereinigten Staaten (United States Secretary of the Treasury). Am 26. Januar 2009 wurde seine zuvor erfolgte Ernennung durch US-Präsident Barack Obama vom US-Senat bestätigt. Timothy F. Geithner war bis zum 25. Januar 2013 im Amt. Nachfolger war Jacob Lew.

## Leben
Einer seiner Großväter, Paul Herman Geithner (1902–1972), wurde in Deutschland geboren und wanderte mit seinen Eltern, die aus Zeulenroda stammten, im Jahr 1908 nach Philadelphia aus. Sein anderer Großvater, Charles Frederick Moore, Jr., war von 1952 bis 1964 PR-Vizepräsident der Ford Motor Company und beriet Präsident Dwight D. Eisenhower sowie Nelson Rockefeller und George W. Romney Präsidentschaftskampagnen. Sein Onkel Jonathan Moore diente in den Ministerien für Verteidigung, Justiz- und Außenministerium der Vereinigten Staaten sowie bei den Vereinten Nationen. Sein Vater, Peter F. Geithner, war Direktor des Asien-Programms der Ford Foundation in New York in den 1990er, nachdem er für die United States Agency for International Development in Sambia und Simbabwe gearbeitet hatte. In den frühen 1980er Jahren beaufsichtigte er die Mikrofinanzprogramme der Ford Foundation in Indonesien, die von Ann Dunham Soetoro, der Mutter des späteren Präsidenten Barack Obama, entwickelt wurden. Peter F. Geithner und Ann Dunham Soetoro trafen sich dabei mindestens einmal persönlich in Jakarta.
Tim Geithner war Schüler an der International School Bangkok in Thailand und besuchte anschließend das Dartmouth College (New Hampshire), das er mit einem Bachelor of Arts in Politik und Asienwissenschaften 1983 verließ. Danach machte er 1985 seinen Master of Arts in International Economics und (Ost-) Asienwissenschaften an der Johns Hopkins University’s School of Advanced International Studies. Er studierte auch Japanisch und Chinesisch. Danach lebte er in Ostafrika, Indien, Thailand, China und Japan.
Geithner ist mit Carole M. Sonnenfeld verheiratet, sie haben zwei gemeinsame Kinder.

## Berufliche Stationen
Nachdem Geithner sein Studium abgeschlossen hatte, arbeitete er drei Jahre lang für die Unternehmensberatung Henry Kissingers in Washington und war ab 1988 für die International Affairs Division des US-Finanzministeriums tätig. 1999 wurde er zum Under Secretary of the Treasury for International Affairs befördert und diente in dieser Funktion unter den US-Finanzministern Robert Rubin und Lawrence Summers. 2002 verließ er die Behörde und trat eine Stellung als Senior Fellow im International Economics Department des Council on Foreign Relations an. Anschließend arbeitete er als Direktor des Policy Development and Review Departments des Internationalen Währungsfonds, ehe er im Oktober 2003 zum 9. Präsidenten der Federal Reserve Bank of New York berufen wurde. In dieser Funktion war er gleichzeitig Vizepräsident des Federal Open Market Committee (FOMC). 2006 wurde er Mitglied der in Washington gelegenen und einflussreichen Finanzberatungsstelle Group of Thirty.
Am 23. November 2008 wurde bekannt, dass der designierte US-Präsident Barack Obama ihn als Finanzminister in sein Kabinett berufen werde. Seine Bestätigung durch den US-Senat erfolgte mit mehreren Tagen Verzögerung, da bekannt geworden war, dass Geithner während seiner Zeit beim Internationalen Währungsfonds die Zahlung von rund 34.000 Dollar an Steuern verabsäumt und diese Gelder erst mit mehrjähriger Verspätung, zum Teil unmittelbar vor seiner Nominierung durch Obama, nachgezahlt hatte. Er entschuldigte sich hierfür vor dem Finanzausschuss des Senats und sprach von „fahrlässigen Fehlern“, die er begangen habe. Schließlich stimmte der Senat seiner Ernennung mit 60:34 Stimmen zu. Unter den Senatoren, die gegen Geithners Bestätigung stimmten, waren auch die Demokraten Robert Byrd, Russ Feingold und Tom Harkin sowie der unabhängige, der demokratischen Fraktion angehörige Bernie Sanders.

## Rolle als Krisenmanager und bei der Finanzmarktreform
Die vier von der Banken- und Finanzkrise meistbetroffenen Banken sind auch in der US-Zentralbank Federal Reserve als Anteilseigner vertreten, deren Vorsitzender der in dem Zusammenhang wichtigen Federal Reserve Bank of New York Geithner war.  In dieser Funktion war Geithner im Jahr 2008 dafür verantwortlich, zusammen mit dem damaligen Finanzminister Paulson und dem Fed-Vorsitzenden Bernanke, Rettungspakete für die Finanzhäuser zu schnüren. Dies geschah jedoch nicht für die Investmentbank Lehman Brothers. Als Finanzminister war er für das mehr als 800 Milliarden Dollar schwere Konjunkturpaket unter Obama im Jahr 2009 verantwortlich.
Wirtschaftsnobelpreisträger Paul Krugman kritisiert scharf an Geithners Krisenpolitik, dass zum Beispiel der Versicherungskonzern AIG bedingungslos und ohne Beteiligung der Gläubiger vom Staat unterstützt worden sei, ohne dass eine Neuregelung des Bankensystems erzielt worden sei. Dies habe das Vertrauen der Wähler in die Politik nachhaltig erschüttert.
Dass die AIG-Rettung nicht gar so „bedingungslos“ war, zeigt sich an der Schadenersatzklage des ehemaligen Großaktionärs Starr International, vertreten durch Maurice Greenberg. In dem Gerichtsverfahren sagte Geithners Vorgänger Hank Paulson aus, dass die Bedingungen für den AIG-Bailout strafenden Charakter hatten. Geithner selbst sah sich vor Gericht mit Passagen aus seinem Buch Stress Test konfrontiert; er verteidigte den AIG-Bailout als alternativlos, bezeichnete jedoch seine damalige Wortwahl (Verstaatlichung, Enteignung) als ungenau.

## Publikationen
- mit Ben S. Bernanke, Henry M. Paulson: Firefighting: The Financial Crisis and Its Lessons. Penguin, New York 2019, ISBN 978-0-14-313448-0.
- Stress Test: Reflections on Financial Crises. Crown, 2014, ISBN 978-0-8041-3859-8 (Rezension in der NZZ).